# 新川インフォメーションセンター
株式会社新川インフォメーションセンター（にいかわインフォメーションセンター）は、富山県魚津市に本社を置くケーブルテレビ局。有線テレビジョン放送事業（テレビ放送）、ならびに電気通信事業（インターネット・IP電話・直収電話）を展開している。呼称はNICE TV（ナイスティーヴィ）。
魚津市が設置したCATV施設（魚津市有線テレビジョン放送施設）を指定管理者として運営している。

## サービスエリア
- 富山県魚津市の全域[2]

## 沿革
- 1998年（平成10年）2月5日 - 株式会社魚津インフォメーションセンター（うおづインフォメーションセンター）設立[2]。
- 1999年（平成11年）11月1日 - 富山市より東側の最初のケーブルテレビ局として開局[2][5][6]。同時にインターネット接続サービスも開始。
- 2002年（平成14年）頃 - 株式会社新川インフォメーションセンターに社名変更。
- 2007年（平成19年）10月1日 - コミュニティチャンネルのデジタル本放送を開始[2]。
- 2010年（平成22年）
  - 4月26日 - 本社・演奏所を現在の魚津商工会議所ビルに移転。
  - 9月1日 - CSデジタル放送の供給元をジャパンケーブルキャスト（JC-HITS）から日本デジタル配信（JDS）に変更。
- 2011年（平成23年）
  - 3月14日 - 地上波とBSの一部チャンネルのデジアナ変換による放送を開始[7]。
  - 7月31日 - アナログ多チャンネルコースとみらーれTVの行政コミュニティチャンネルの放送を終了。
- 2013年（平成25年）11月1日 - KDDIとの提携により直収電話（固定電話）「ケーブルプラス電話」サービス開始[8]。
- 2015年（平成27年）3月31日 - デジアナ変換放送終了[9]。
- 2016年（平成28年）11月28日 - コミュニティチャンネルにおいてデータ放送サービス「NICE TVデータ放送」開始。
- 2019年（平成31年）2月 - 光（FTTH）サービス「NICE TV光サービス」開始[10]。

## 放送チャンネル

### 地上波系列別再送信局
| NHK-G   | NHK-E   | NNN/NNS    | ANN          | JNN                | TXN | FNN/FNS    | JAITS |
| ------- | ------- | ---------- | ------------ | ------------------ | --- | ---------- | ----- |
| NHK富山 | NHK富山 | 北日本放送 | 北陸朝日放送 | チューリップテレビ |     | 富山テレビ |       |

### テレビ局
コースごとの視聴の可否、別途契約が必要な有料チャンネルについては公式サイトのチャンネル一覧を参照。
| チャンネル | 放送局                                          |
| 地上波放送 | 地上波放送                                      |
| ---------- | ----------------------------------------------- |
| 011 - 012  | 北日本放送                                      |
| 021 - 023  | NHK富山Eテレ                                    |
| 031・032   | NHK富山総合                                     |
| 051 - 052  | 北陸朝日放送                                    |
| 061 - 062  | チューリップテレビ                              |
| 081・082   | 富山テレビ                                      |
| 091        | コミュニティ魚津                                |
| 092        | 暮らし☆いきいきチャンネル                       |
| BS放送     |                                                 |
| 101        | NHK BS                                          |
| 141 - 143  | BS日テレ                                        |
| 151 - 153  | BS朝日                                          |
| 161 - 163  | BS-TBS                                          |
| 171 - 173  | BSテレ東                                        |
| 181 - 183  | BSフジ                                          |
| 191        | WOWOWプライム                                   |
| 192        | WOWOWライブ                                     |
| 193        | WOWOWシネマ                                     |
| 200        | BS10                                            |
| 201        | BS10スターチャンネル                            |
| 211        | BS11 イレブン                                   |
| 222        | BS12 トゥエルビ                                 |
| 231・232   | 放送大学                                        |
| 260        | J:COM BS                                        |
| 265        | BSよしもと                                      |
| 4K放送     |                                                 |
| 101        | NHK BSプレミアム4K                              |
| 141        | BS日テレ 4K                                     |
| 151        | BS朝日 4K                                       |
| 161        | BS-TBS 4K                                       |
| 171        | BSテレ東 4K                                     |
| 181        | BSフジ 4K                                       |
| 211        | ショップチャンネル 4K                           |
| 221        | 4K QVC                                          |
| CS放送     |                                                 |
| 410        | J SPORTS 3                                      |
| 411        | スカイA                                         |
| 412        | GAORA SPORTS                                    |
| 413        | J SPORTS 1                                      |
| 414        | J SPORTS 2                                      |
| 415        | J SPORTS 4                                      |
| 416        | スポーツライブ+                                 |
| 417        | ゴルフネットワーク                              |
| 418        | 日テレジータス                                  |
| 419        | FIGHTING TV サムライ                            |
| 420        | ムービープラス                                  |
| 421        | 日本映画専門チャンネル                          |
| 422        | 映画・チャンネルNECO                            |
| 423        | V☆パラダイス                                    |
| 424        | WOWOWプラス 映画・ドラマ・スポーツ・音楽        |
| 425        | 東映チャンネル                                  |
| 426        | 衛星劇場                                        |
| 430        | ファミリー劇場                                  |
| 431        | スーパー!ドラマTV #海外ドラマ☆エンタメ          |
| 432        | アクションチャンネル                            |
| 433        | FOX                                             |
| 434        | 時代劇専門チャンネル                            |
| 435        | 女性チャンネル♪LaLa TV                          |
| 437        | ミステリーチャンネル                            |
| 438        | TBSチャンネル1 最新ドラマ・音楽・映画           |
| 441        | アニマックス                                    |
| 442        | キッズステーション                              |
| 444        | アニメシアターX（AT-X）                         |
| 445        | テレ朝チャンネル1                               |
| 446        | ホームドラマチャンネル 韓流・時代劇・国内ドラマ |
| 447        | TBSチャンネル2 名作ドラマ・スポーツ・アニメ     |
| 451        | 日経CNBC                                        |
| 452        | 日テレNEWS24                                    |
| 454        | TBS NEWS                                        |
| 455        | ヒストリーチャンネル                            |
| 456        | ディスカバリーチャンネル                        |
| 458        | テレ朝チャンネル2                               |
| 459        | ナショナル ジオグラフィック                     |
| 460        | ミュージック・エア                              |
| 461        | MUSIC ON! TV                                    |
| 462        | スペースシャワーTV                              |
| 464        | 歌謡ポップスチャンネル                          |
| 470        | 囲碁・将棋チャンネル                            |
| 471        | ショップチャンネル                              |
| 472        | QVC                                             |
| 473        | ジュエリー☆GSTV                                 |
| 476        | 釣りビジョン                                    |
| 477        | 旅チャンネル                                    |
| 479        | エンタメ〜テレ☆シネドラバラエティ               |
| 480        | MONDO TV                                        |
| 481        | フジテレビTWO ドラマ・アニメ                    |
| 482        | フジテレビONE スポーツ・バラエティ              |
| 483        | ダンスチャンネル by エンタメ〜テレ              |
| 485        | グリーンチャンネル                              |
| 486        | グリーンチャンネル2                             |
| 487        | レジャーチャンネル                              |
| 488        | SPEEDチャンネル                                 |
| 489        | 富山競輪チャンネル                              |
| 495        | Mnet                                            |
| 496        | KNTV                                            |
| 497        | アジアドラマチックTV（アジドラ）                |
| 498        | フジテレビNEXT ライブ・プレミアム               |

- CS放送は日本デジタル配信（JDS）を採用。
- 地上波・BS・BS4K放送はパススルー方式で放送している為、市販のテレビ等のチューナー内蔵機器で視聴可能（BS・BS4Kは光テレビサービスかつ光ライト以上のコースのみ。地デジのうち、北陸朝日放送は2008年7月23日より放送開始）。

## コミュニティチャンネル
「コミュニティ魚津」・「暮らし☆いきいきチャンネル」の2つのチャンネルで構成されており、基本的には魚津市の話題を中心とした自社製作番組で編成されるが、一部の旅チャンネル、サイエンスチャンネルの番組も放送されている（なお、これらのチャンネルはいずれもアナログ多チャンネルコースでは視聴できなかった）。
かつては、「行政アイ」・「地域情報チャンネル」というチャンネルも放送されていた。

### 自主制作番組
- ナイスキャッチUOZU
- NICE特集
- げんきキッズ
- まちかど魚津

など

### 過去の番組
- まいぷれテレビ
- 週刊NICEワイド
- 魚津の職人さん
- ものづくりの詩
- 魚津の獅子舞

### 「日本ケーブルテレビ大賞」番組コンクール入賞作品
- 第45回（2019年度）『ナイスキャッチUOZU』コミュニティ部門奨励賞
- 第44回（2018年度）「さっきーのチャレンジ街道まっしぐら！！『あさひトレイルにチャレンジ』」（みらーれTV受託制作番組）新人賞部門奨励賞受賞
- 第42回（2016年度）『コトマチ～子どもが育む地域の未来～』（みらーれTV受託制作番組）コンペティション部門優秀賞受賞
- 第41回（2015年度）『水の恵み　輝くいのち～魚津の水循環』コンペティション部門準グランプリ受賞
- 第34回（2008年度）『週刊NICEワイド』日常番組部門奨励賞受賞
- 第33回（2007年度）『シリーズ魚津大火～半世紀の時を越えて～総集編』企画番組部門奨励賞受賞
- 第32回（2006年度）『謝謝&再見 鉢を忘れない』審査員特別賞受賞
- 第31回（2005年度）『魚津人攻略本 うおまる』グランプリ（総務大臣賞）受賞

## サービス内容

### テレビ
光テレビ（視聴可能な放送）
- 光かんたんコース（地上波）
- 光ライトSTBコース（地上波・BS）
- 光ライトコース（地上波・BS・4K）
- 光ベーシックコース（地上波・BS・4K・CS）
- 光プレミアムコース（地上波・BS・4K・CS）

同軸サービス※2020年3月末新規受付終了
- かんたんコース（地上波）
- ライトコース（地上波・BS）
- ベーシックコース（地上波・BS・CS）
- プレミアムコース（地上波・BS・CS）

### インターネット
光インターネット
- 光10Mコース
- 光30Mコース
- 光100Mコース
- 光1Gコース

同軸サービス（最大速度）※2020年3月末新規受付終了
- お手軽コース（3Mbps）
- 基本コース（6Mbps）
- 快適コース（12Mbps）
- 高速コース（30Mbps）
- 最速コース（120Mbps）

## 備考
最初はケーブルテレビに対する地元の反対の声も強く、同局開局の数年前にケーブルテレビ会社設立の話も持ち上がったが実現しなかったという経緯もある。その後関係者が各方面を説得したことで賛成の動きが加速し、開局に繋がったという経緯を持つ。